# Бальбоа (лунный кратер)
Кратер Бальбоа (лат. Balboa), не путать с кратером Бальбоа на Марсе,  — ударный кратер у западного лимба на видимой стороне Луны. Название дано в честь испанского конкистадора и исследователя Васко Нуньеса де Бальбоа (1475—1519) и утверждено Международным астрономическим союзом в 1964 г. Образование кратера предположительно относится к донектарскому или нектарскому периоду.

## Описание кратера

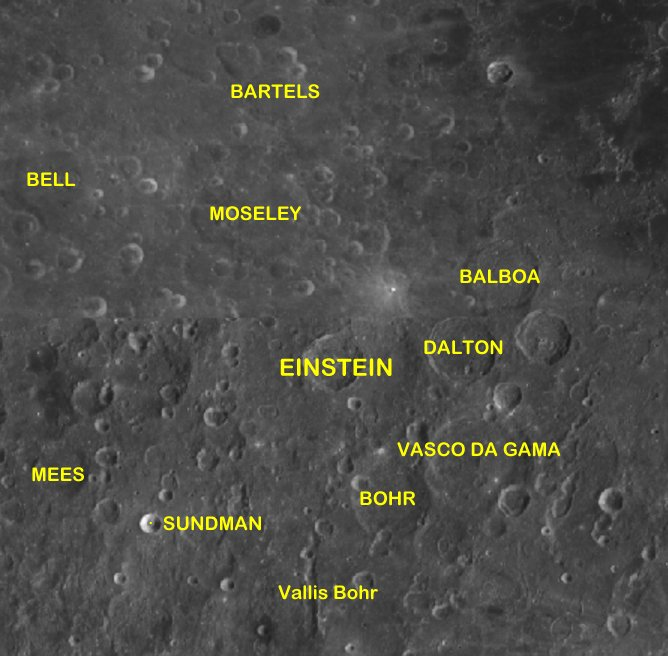
Окрестности кратера Бальбоа. Снимок зонда Lunar Reconnaissance Orbiter.

Ближайшим соседом кратера является кратер Дальтон, практически примыкающий к юго-западной части вала кратера. На востоке от кратера находится Океан Бурь. 

Селенографические координаты центра кратера — 19°14′ с. ш. 83°19′ з. д. / 19,24° с. ш. 83,31° з. д., диаметр — 69,2 км, глубина — 2140 м.

Вал кратера сильно разрушен; лучше всего сохранились восточная и западная его части, сохранившие остатки террасовидной структуры. Высота вала над окружающей местностью составляет 1280 м, объем кратера приблизительно 4210 км³. Дно чаши кратера заполнено базальтовой лавой и имеет систему борозд.

## Сателлитные кратеры
| Бальбоа | Координаты                                            | Диаметр, км |
| ------- | ----------------------------------------------------- | ----------- |
| A       | 17°25′ с. ш. 82°01′ з. д. / 17,42° с. ш. 82,02° з. д. | 47          |
| B       | 20°29′ с. ш. 82°34′ з. д. / 20,49° с. ш. 82,57° з. д. | 54          |
| C       | 19°35′ с. ш. 79°10′ з. д. / 19,59° с. ш. 79,17° з. д. | 26          |
| D       | 18°15′ с. ш. 79°48′ з. д. / 18,25° с. ш. 79,80° з. д. | 40          |

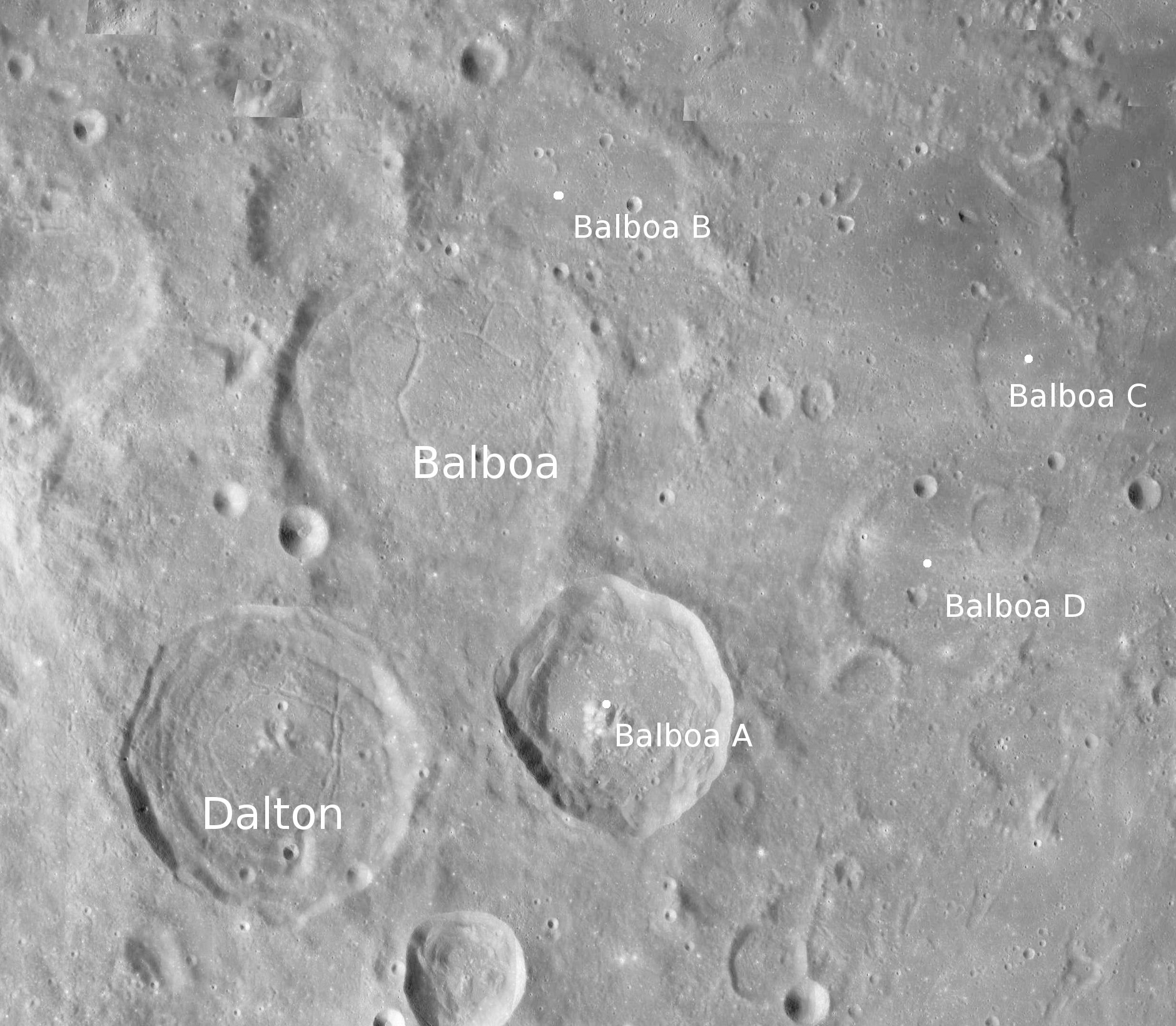
Снимок зонда Lunar Reconnaissance Orbiter.

- Сателлитный кратер Бальбоа A имеет центральный пик высотой 1000 м[5].
- Образование сателлитного кратера Бальбоа А относится к эратосфенскому периоду[1].
- Образование сателлитного кратера Бальбоа B относится к донектарскому периоду[1].